# GJ 1289
GJ 1289 is een rode dwerg met een spectraalklasse van M4.5V. De ster bevindt zich 27,28 lichtjaar van de zon.